# Aldo Florentín
Aldo Florentín (10 novembre 1957) è un ex calciatore paraguaiano, di ruolo centrocampista.

## Carriera

### Club
Ha giocato nella massima serie dei campionati paraguaiano e colombiano.

### Nazionale
Dal 1979 al 1983 ha disputato 31 partite in Nazionale, partecipando a tre edizioni della Copa América.